# Pilou

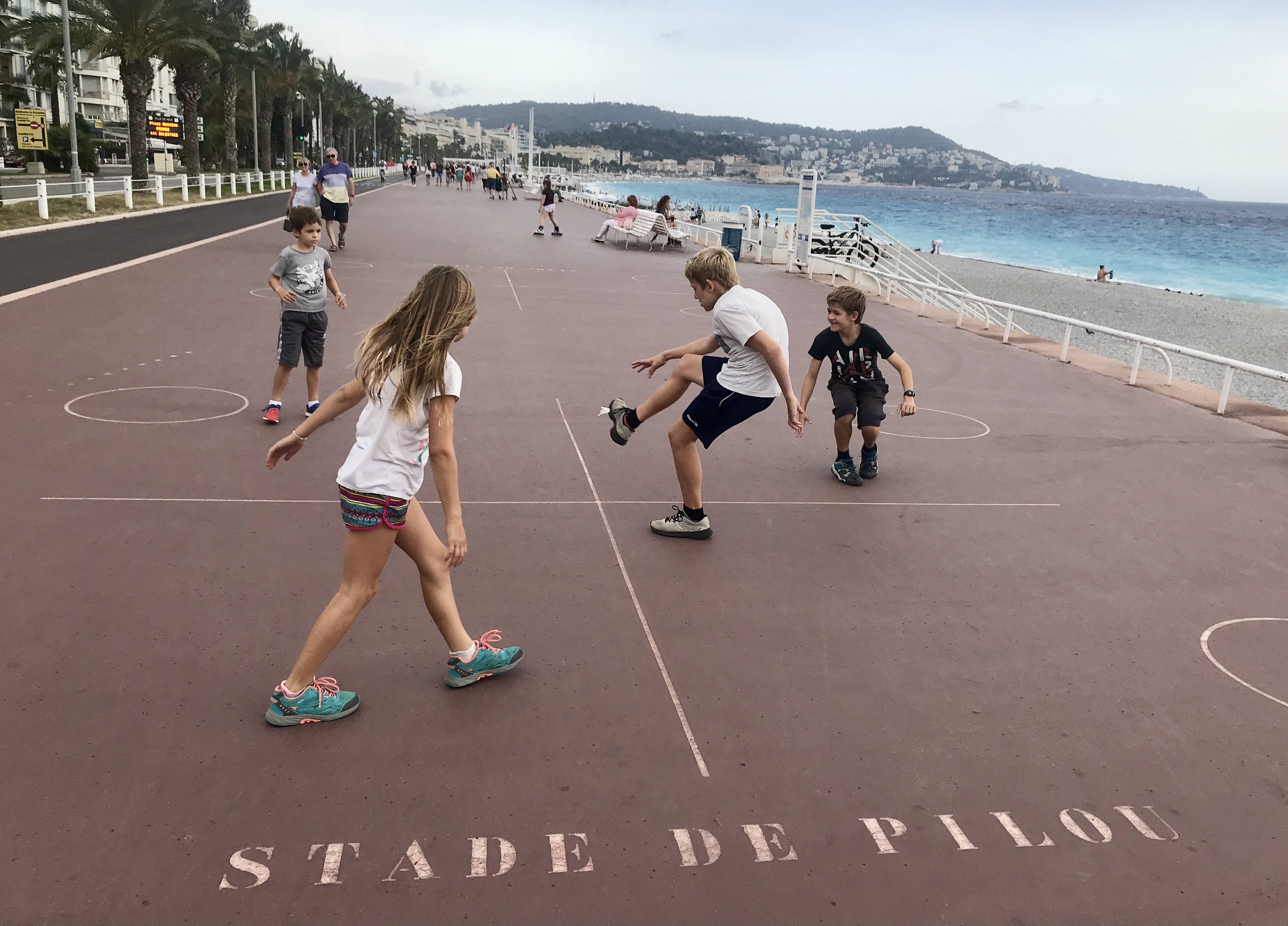
„Stade de pilou“, Nizza, Promenade des Anglais (2021)

Pilou ist ein Spiel, bei dem zwei Mannschaften mit je zwei Spielern versuchen, einen federballähnlichen Spielball – den Pilou – mit dem Fuß oder dem Knie im gegnerischen Feld zu platzieren. Pilou wird vor allem in Nizza und Umgebung gespielt. Im Dorf Coaraze werden Pilou-Weltmeisterschaften veranstaltet.

## Spielball
Der ursprüngliche Pilou bestand aus einer 25-Centime-Münze aus dem Zeitraum 1914 bis 1946 – diese Münze hatte ein Loch in der Mitte – und einer daran befestigten „Feder“ aus Stoff, Papier oder Plastik. Da diese Münze selten ist, werden auch andere Münzen verwendet.

## Spielfeld
Das Spielfeld wird mit Kreide auf die Straße oder einen festen Belag gemalt. Es besteht aus einem rechtwinkligen Kreuz, in dessen vier Felder jeweils ein Kreis von etwa einem Meter Durchmesser eingezeichnet wird. In einer Hälfte dieses Spielfeldes können auch Spiele mit nur zwei Spielern ausgetragen werden.

## Spielregeln
Die zwei Spieler einer Mannschaft stehen sich diagonal gegenüber. Der aufschlagende Spieler wirft den Pilou seinem Mitspieler zu, der diesen mit dem Fuß oder Knie annimmt (auch stoppen mit der Brust ist erlaubt) und zu einem Gegner spielt. Ziel ist es, den Pilou in einem gegnerische Kreis auf den Boden zu bringen. Der Gegner versucht seinerseits, den Pilou mit Fuß oder Knie anzunehmen und entweder zu seinem Partner oder einem Gegner zu spielen. Der Pilou kann von einem Spieler mehrfach in die Luft getreten werden, bevor er weitergespielt wird. Landet der Pilou im gegnerischen Feld auf dem Boden, jedoch außerhalb des Kreises, dann hat der betroffene Spieler Aufschlag.

## Trivia
In Alfred Hitchcocks Film Über den Dächern von Nizza von 1955 ist eine Szene zu sehen, in der zwei Polizisten Pilou spielen.